# Dżyraber
Dżyraber – wieś w Armenii, w prowincji Kotajk. W 2011 roku liczyła 377 mieszkańców.